# Taurongia ambigua
Espèce
Taurongia ambigua est une espèce d'araignées aranéomorphes de la famille des Desidae.

## Distribution
Cette espèce est endémique du Victoria en Australie. Elle se rencontre dans les monts Grampians.

## Description
Le mâle holotype mesure 6,77 mm et la femelle paratype 7,35 mm.

## Publication originale
- Gray, 2005 : A revision of the spider genus Taurongia (Araneae, Stiphidioidea) from south-eastern Australia. Journal of Arachnology, 33: 490-500 (texte intégral).